# Elezioni politiche in Italia del 1895
Le elezioni politiche in Italia del 1895 si svolsero il 26 maggio (1º turno) e il 2 giugno (ballottaggi) 1895.
Con queste elezioni entrarono, per la prima volta in Parlamento, esponenti del Partito Socialista Italiano.

## Risultati
| Partito                            | Partito                            | Risultati | Risultati | Risultati | Seggi | Seggi |
| Partito                            | Partito                            | Voti      | %         | ±         | Num   | ±     |
| ---------------------------------- | ---------------------------------- | --------- | --------- | --------- | ----- | ----- |
|                                    | Ministeriali                       | 713 812   | 58,43     | n.d.      | 334   | n.d.  |
|                                    | Opposizione costituzionale         | 266 146   | 21,79     | n.d.      | 104   | n.d.  |
|                                    | Opposizione radicale               | 142 356   | 11,65     | n.d.      | 47    | n.d.  |
|                                    | Partito Socialista Italiano        | 82 523    | 6,76      | n.d.      | 15    | n.d.  |
|                                    | Incerti                            | 16 761    | 1,37      | n.d.      | 8     | n.d.  |
|                                    |                                    |           |           |           |       |       |
| Iscritti                           | Iscritti                           | 2 121 125 | 100,00    |           |       |       |
| ↳ Votanti (% su iscritti)          | ↳ Votanti (% su iscritti)          | 1 276 386 | 60,17     | n.d.      |       |       |
| ↳ Voti validi (% su votanti)       | ↳ Voti validi (% su votanti)       | 1 221 598 | 95,71     |           |       |       |
| ↳ Schede non valide (% su votanti) | ↳ Schede non valide (% su votanti) | 54 788    | 4,29      |           |       |       |
| ↳ Astenuti (% su iscritti)         | ↳ Astenuti (% su iscritti)         | 844 739   | 39,83     |           |       |       |

Orazio Focardi pubblicò una prima statistica delle elezioni nel 1895.. Nel 1987 furono pubblicati i dati statistici ministeriali (indicati nella tabella soprastante), ma non erano indicati dati per la suddivisione politica dei candidati.

### Analisi
|          | Piretti 1995 | Piretti 1995 | Piretti 1995 | Piretti 1995 |
| Nord     | Centro       | Sud          | Regno        |              |
| -------- | ------------ | ------------ | ------------ | ------------ |
| Destra   | 44,44%       | 27,52%       | 18,41%       | 30,51%       |
| Sinistra | 37,88%       | 35,78%       | 65,17%       | 48,23%       |
| Estrema  | 11,11%       | 24,77%       | 6,47%        | 12,20%       |
| Altri    | 6,57%        | 11,93%       | 9,95%        | 9,06%        |
| Totale   | 100,00%      | 100,00%      | 100,00%      | 100,00%      |